# PGC 73948
LEDA/PGC 73948 ist eine Spiralgalaxie vom Hubble-Typ Sa im Sternbild Walfisch südlich der Ekliptik und ist schätzungsweise 255 Millionen Lichtjahre von der Milchstraße entfernt. Sie gilt als Teil des Galaxienhaufens Abell 194. 

Im selben Himmelsareal befinden sich u. a. die Galaxien NGC 530, NGC 519, IC 1693, IC 1696.